# Chính quyền Oregon

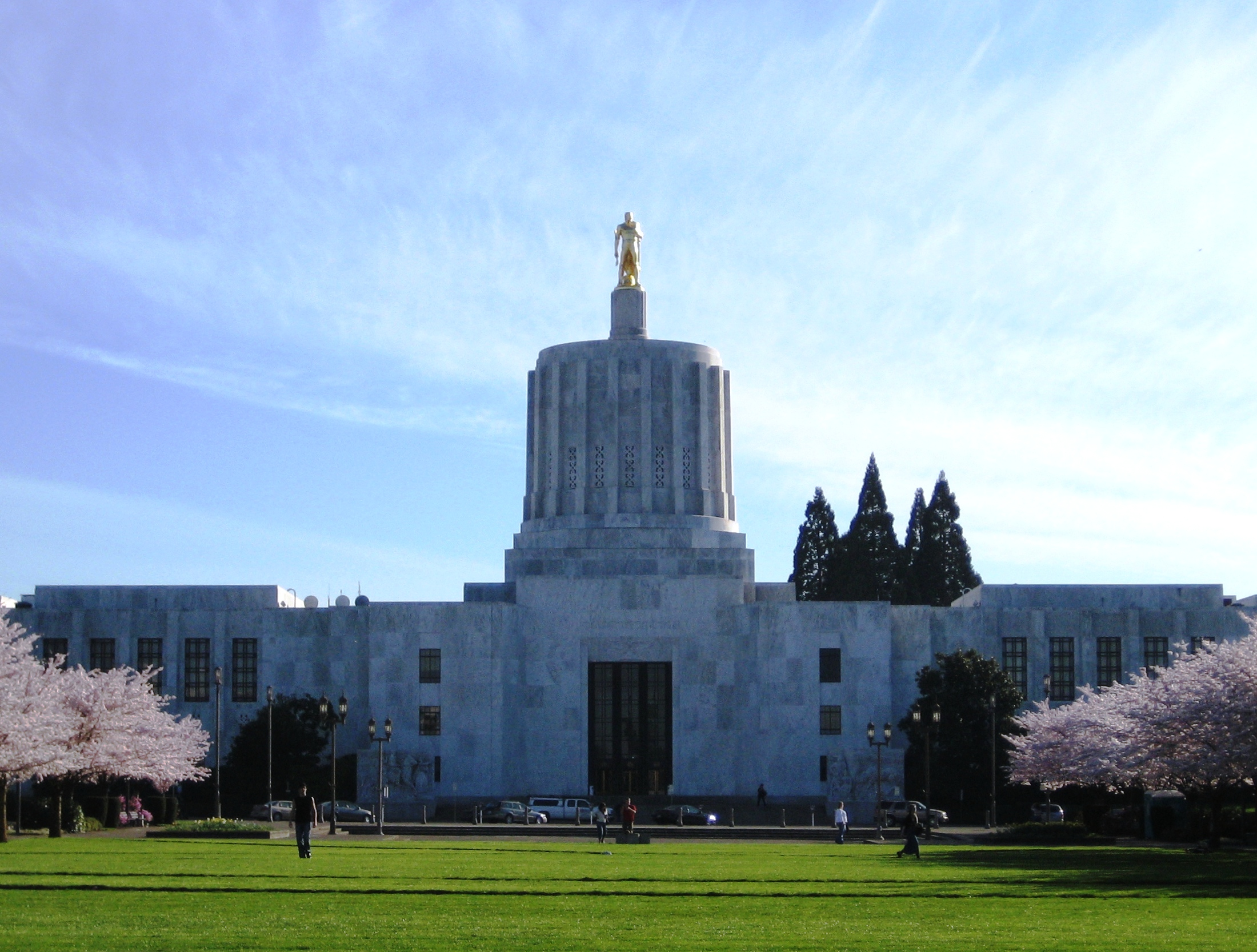
Nhà Quốc hội Tiểu bang Oregon.

Chính quyền của tiểu bang Oregon được Hiến pháp Oregon mô tả bao gồm ba ngành: hành pháp, lập pháp, và tư pháp. Ba ngành hoạt động trong kiểu cách tương tự như các ngành của chính phủ liên bang.
Oregon cũng có một hệ thống ủy ban mà trong đó các công dân cá nhân có thể được thống đốc bổ nhiệm và phải được Thượng viện Tiểu bang Oregon bỏ phiếu thông qua; các ủy ban này có quyền mướn và đuổi việc các trưởng cơ quan mà ủy ban nắm giữ. Các ủy ban phải xác nhận những sự thay đổi đối với các quy định thường trực quản lý các cơ quan này.

## Hiến pháp
Năm 1857, các nhà lãnh đạo của Lãnh thổ Oregon tụ họp ở Đại hội Hiến pháp Oregon và phác thảo ra một bản hiến pháp cho Oregon. Ngày 9 tháng 11 năm 1857, cử tri của Oregon chấp thuận bản hiến pháp đầu tiên mà có hiệu lực ngay khi Oregon trở thành tiểu bang vào ngày 14 tháng 2 năm 1859. Kể từ 1859, hiến pháp này đã được tu chính nhiều lần, bao gồm những sửa đổi để cho phép công dân của tiểu bang có thể đề xuất những luật mới và hủy bỏ một luật nào đó. Tài liệu hiện thời có tất cả 18 phần, bắt đầu là luật dân quyền. Luật dân quyền Oregon gồm có phần lớn các quyền lợi và đặc quyền được ban hành trong Luật dân quyền Hoa Kỳ và trong văn bản chính của Hiến pháp Hoa Kỳ. Phần còn lại của Hiến pháp Oregon nói rõ sự phân quyền trong chính quyền tiểu bang, thời gian bầu cử, ấn định thủ phủ tiểu bang, các ranh giới tiểu bang.

## Hành pháp
- Thống đốc Oregon
- Thư ký Tiểu bang Oregon
  - Cục Lưu trử Tiểu bang Oregon[5]
  - Ban Cố vấn Oregon (Thư ký Tiểu bang là chủ tịch ban)
- Thủ quỹ Tiểu bang Oregon
- Ủy viên Lao động và Công nghiệp Oregon
- Giám thị Thông tư Công cộng Oregon
- Bộ đặc trách Đất Tiểu bang Oregon (do Ban đặc trách Đất Tiểu bang điều hành, bao gồm Thống đốc, Thư ký Tiểu bang và Thủ quỹ)
- Biện lý Oregon
  - Bộ Tư pháp Oregon

## Lập pháp
- Nghị viện Oregon
  - Hạ viện Oregon
  - Thượng viện Oregon

## Tư pháp

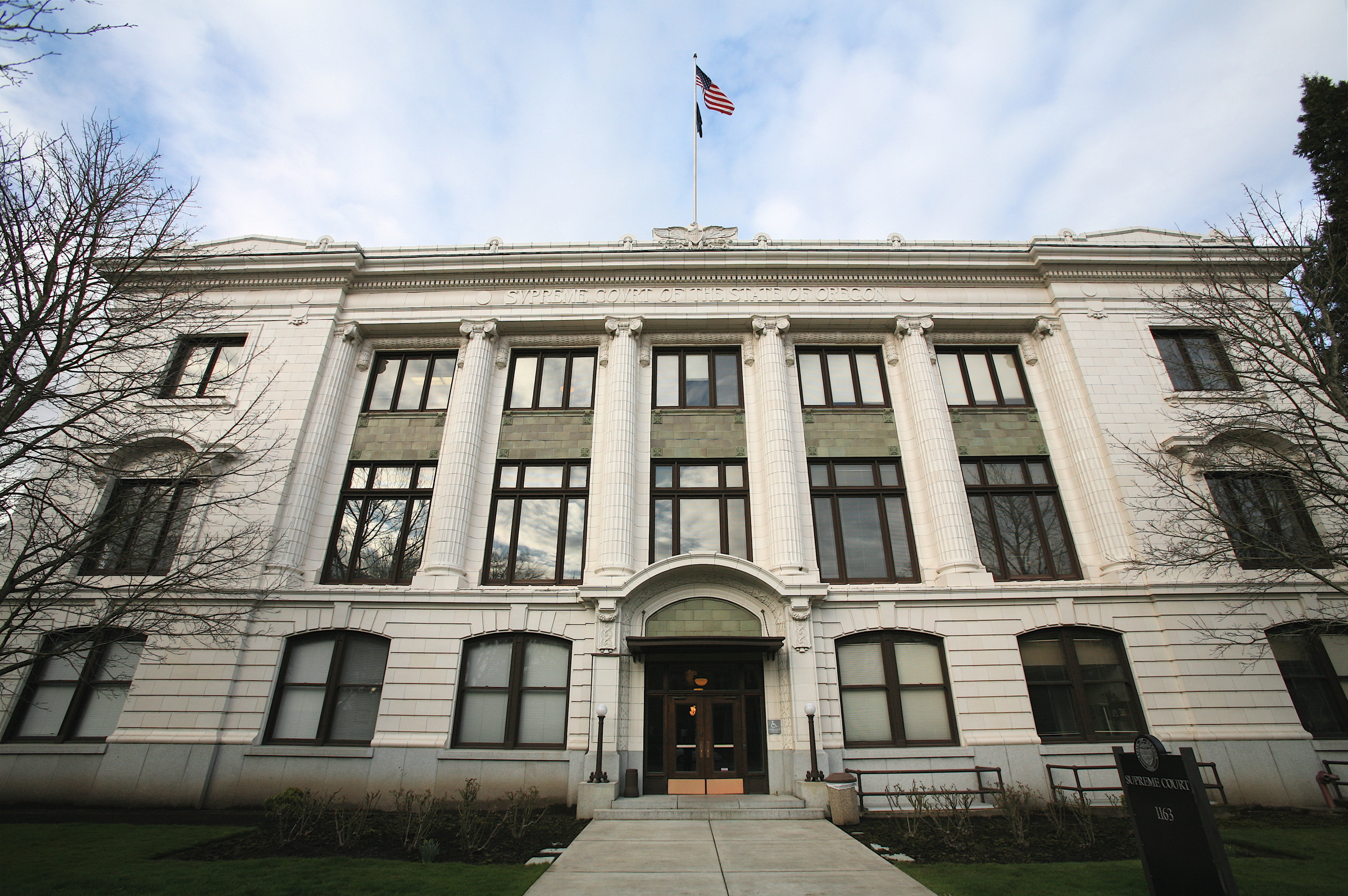
Tòa nhà Tối cao Pháp viện Oregon

Ngành tư pháp Oregon bao gồm Bộ Tư pháp Oregon (OJD) điều hành 4 hệ thống tòa án tiểu bang. Hai hệ thống này chủ là các tòa án cấp phân xử, trong khi 2 hệ thống kia chủ yếu là Tòa án Phúc thẩm. Hành chánh trưởng của Bộ Tư pháp Oregon là Thẩm pháp trưởng của Tối cao Pháp viện Oregon.
Tối cao Pháp viện Oregon nằm trong Tòa nhà Tối cao Pháp viện Oregon ở Salem. Nó gồm có 7 thẩm phán được bầu lên trong các cuộc phổ thông đầu phiếu ở phạm vi toàn tiểu bang, với những chỗ trống sẽ được Thống đốc Oregon bổ nhiệm. Đóng vai trò là một tòa án cao cấp nhất tiểu bang, Tối cao Pháp viện Oregon là thẩm quyền cuối cùng quyết định về luật tiểu bang và các quyết định này chỉ có thể bị Tối cao Pháp viện Hoa Kỳ lật ngược mà thôi. Toà án được Thẩm phán trưởng lãnh đạo và Thẩm phán trưởng được các thẩm phán khác bầu lên theo nhiệm kỳ 6 năm.
Toà án Phúc thẩm Oregon là một tòa án trung gian, lắng nghe những lời kháng án từ các vụ án hình sự hay dân sự đã có quyết định từ các tòa án bậc thấp. Tòa án này có 10 thẩm phán mà trong những lần nghe kháng án thường bó ba thẩm phán chủ tọa phiên tòa để ra quyết định chung cuộc cho một vụ kháng án. Các thẩm phán cũng được bầu với nhiệm kỳ 6 năm, những ghế trống thì được Thống đốc Oregon bổ nhiệm. Thẩm phán trưởng của Tối cao Pháp viện Oregon bổ nhiệm một trong các 10 thẩm phán làm thẩm phán trưởng của tòa án phúc thẩm. Các kháng án chống lại tòa án này sẽ được đưa lên Tối cao Pháp viện Oregon.

## Các cơ quan của tiểu bang
- Oregon State Office of Degree Authorization
- Bộ đặc trách Cá và Hoang dã Oregon
- Thư viện Tiểu bang Oregon
- Ủy ban Kiểm soát Rượu bia Oregon
- Sổ xố Oregon
- Bộ Giải trí và Công viên Oregon
  - Hội chợ Tiểu bang Oregon
- Cảnh sát Tiểu bang Oregon
- Bộ Giao thông Oregon
- Hệ thống Đại học Oregon
  - Ban Giáo dục Cao cấp Tiểu bang Oregon